# Oier Olazábal
Oier Olazábal Paredes (Irún, Guipúzcoa, 14 de septiembre de 1989) es un futbolista español que juega en la posición de portero en el F. C. Andorra de la Segunda división de España 

## Trayectoria
Olazábal llegó a la ciudad condal en junio de 2007 procedente del conjunto juvenil del Real Unión de Irún, convirtiéndose en el tercer portero del F. C. Barcelona y titular del F. C. Barcelona "B" por un período de cinco temporadas. El portero estuvo a punto de fichar por el Real Madrid en 2006, pero el proceso electoral del club blanco truncó la operación. El fichaje fue avalado por el técnico responsable de los porteros del primer equipo, Juan Carlos Unzué, quién fue alertado por el exportero y amigo Vicente Biurrun de la existencia del portero vasco.

"Es como Zubizarreta por su físico, pero diferente a Andoni para jugar en el fútbol de hoy. Además, no transmite nerviosismo y le gusta ser autoritario."
Juan Carlos Unzué

Pep Guardiola optó por Oier como guardameta titular del equipo filial durante la temporada 2007-08 en Tercera División, disputando 35 encuentros y logrando el ascenso a Segunda B. Además, tras la lesión del portero suplente azulgrana, Albert Jorquera, debutó en partido oficial con la camiseta azulgrana el 2 de enero de 2008, en el encuentro de vuelta de los dieciseisavos de final de la Copa del Rey, jugado en el Camp Nou frente al C. D. Alcoyano.
En la siguiente temporada, la situación cambió y Luis Enrique apostó por Miño como guardameta titular del filial. Sin embargo, Guardiola le hizo debutar en Primera División, el 17 de mayo de 2009, en el ONO Estadi ante el R. C. D. Mallorca, con resultado de 2-1 a favor del equipo local, Oier llevó el dorsal "41". En 2010 logró el ascenso a Segunda División con el filial blaugrana, aunque alternaría en la portería con Miño y Masip. Durante las siguientes tres campañas, siguió alternando su puesto en el filial y diversas convocatorias con el primer equipo cuando era necesario. En verano de 2013 pasó a ser el tercer guardameta de la primera plantilla, cerrando así su etapa en el filial blaugrana. Sin embargo, no llegó a participar en ningún encuentro.
En verano de 2014 debido a las incorporaciones en la portería culé de Claudio Bravo y Marc-André ter Stegen, además de la promoción desde el filial de Jordi Masip, se vio obligado a buscar una salida del conjunto azulgrana. Finalmente fichó por el Granada Club de Fútbol en julio de 2014. En el equipo granadino, que contó con tres entrenadores distintos, jugó dieciséis partidos. Durante el verano de 2015, fue cedido por una temporada a la Real Sociedad de Fútbol donde no llegó a desbancar a Rulli y sólo fue titular en cuatro compromisos (dos de ellos de Copa).
De cara a la temporada 2016-17 regresó al Granada, pero en enero de 2017 fue cedido con opción de compra al Levante U. D. después de llevar media temporada a la sombra de Ochoa. En sus primeros meses en el Levante logró el ascenso a Primera División, aunque sólo jugó cinco encuentros debido al gran nivel de Raúl Fernández. Durante la temporada 2017-18 arrebató el puesto de titular a Raúl, cuajando una gran temporada que le permitió renovar por el club granota. Inició la siguiente temporada ya como titular, rindiendo a gran nivel como en la victoria lograda ante el Real Madrid por 1 a 2. Perdió el puesto en la jornada 21 cuando el Sevilla goleó 5 a 0 al Levante, y ya no volvió a jugar.
El 31 de enero de 2020 el R. C. D. Espanyol hizo oficial su fichaje por dos temporadas y media más una opcional. Pasados esos dos años y medio abandonó el club al expirar su contrato.
El 17 de agosto de 2022, tras haber realizado toda su carrera en España hasta ese momento, firmó por el Pafos F. C. chipriota. Dejó el club al cabo de un año y regresó al fútbol español después de firmar por dos temporadas con el F. C. Andorra.

## Selección nacional
Ha disputado un único partido con la selección española Sub-19. También ha sido internacional con la selección de fútbol del País Vasco en un partido amistoso ante Túnez.

## Clubes
| Club                   | País    | Años      | Partidos | Goles |
| ---------------------- | ------- | --------- | -------- | ----- |
| Real Unión             | España  | 2005-2007 | 1        | 0     |
| F. C. Barcelona "B"    | España  | 2007-2013 | 122      | 0     |
| F. C. Barcelona        | España  | 2013-2014 | 2        | 0     |
| Granada C. F.          | España  | 2014-2017 | 17       | 0     |
| Real Sociedad (cedido) | España  | 2015-2016 | 5        | 0     |
| Levante U. D. (cedido) | España  | 2017      | 5        | 0     |
| Levante U. D.          | España  | 2017-2020 | 50       | 0     |
| R. C. D. Espanyol      | España  | 2020-2022 | 9        | 0     |
| Pafos F. C.            | Chipre  | 2022-2023 | 3        | 0     |
| F. C. Andorra          | Andorra | 2023-     |          |       |

## Palmarés

### Títulos nacionales
| Título              | Club                | País   | Año  |
| ------------------- | ------------------- | ------ | ---- |
| Tercera División    | F. C. Barcelona "B" | España | 2008 |
| Liga Española       | F. C. Barcelona     | España | 2009 |
| Supercopa de España | F. C. Barcelona     | España | 2013 |
| Segunda División    | R. C. D. Espanyol   | España | 2021 |